# Paragomphus elpidius
Paragomphus elpidius là một loài chuồn chuồn ngô thuộc họ Gomphidae. Loài này có ở Botswana, Cộng hòa Dân chủ Congo, Kenya, Malawi, Mozambique, Namibia, Nam Phi, Tanzania, Uganda, Zambia, Zimbabwe, và có thể cả Burundi. Môi trường sống tự nhiên của chúng là rừng ẩm vùng đất thấp nhiệt đới hoặc cận nhiệt đới, xavan khô, xavan ẩm, vùng cây bụi khô khu vực nhiệt đới hoặc cận nhiệt đới, vùng cây bụi ẩm khu vực nhiệt đới hoặc cận nhiệt đới, sông ngòi, hồ nước ngọt, hồ nước ngọt có nước theo mùa, đầm nước ngọt, và đầm nước ngọt có nước theo mùa.